# Anfimedonte
Nella mitologia greca, Anfimedonte era il nome di uno dei Proci, i pretendenti al trono di Itaca che aspiravano a sposare Penelope moglie fedele di Ulisse, chiamato anche Odisseo.

## Il mito
Anfimedonte, figlio di Melaneo, voleva regnare su Itaca sposando Penelope, che Ulisse aveva lasciata sola ad attenderlo per molti anni. Dapprima infatti l'eroe, pur controvoglia, aveva partecipato alla guerra di Troia e vi aveva trascorso ben dieci anni, e successivamente il suo viaggio di ritorno era stato costellato da tali e tante peripezie che gli ci erano voluti altri dieci anni prima di riuscire a ritornare in patria. 
Al suo ritorno Ulisse si presentò alla reggia travestito da mendicante e con l'astuzia e l'aiuto del  porcaio Eumeo, del bovaro Filezio e del figlio Telemaco riuscì a sopraffare ed uccidere Anfimedonte e gli altri proci.
Nel Libro XXIV dell'Odissea la vendetta di Ulisse e la strage dei proci viene narrata proprio dall'anima di Anfimedonte alle ombre di Agamennone e di Achille mentre Ermes conduce nell'Ade le anime dei pretendenti . Nel medesimo libro però viene detto figlio del nobile itacese Melanio e non di Menelao. Agamennone e il fratello infatti riconoscono Anfimedonte perché furono ospiti di suo padre, quando si recarono a Itaca per convincere Ulisse a unirsi alla spedizione contro Troia. Quindi la tradizione che lo indica come figlio di Menelao deve essere successiva ad Omero.

### Pareri secondari
Secondo un'altra versione ad ucciderlo fu Telemaco, il figlio di Ulisse.

## Omonimia
Non va confuso con un altro personaggio mitologico, uno degli uomini che si aggregarono a Fineo quando questi cercò di riprendersi Andromeda.